# Пищики (Черниговская область)
Пищики (укр. Пищики) — село в Репкинском районе Черниговской области Украины. Население 10 человек. Занимает площадь 0,11 км².
Код КОАТУУ: 7424484211. Почтовый индекс: 15043. Телефонный код: +380 4641.

## Власть
Орган местного самоуправления — Малиновский сельский совет. Почтовый адрес: 15043, Черниговская обл., Репкинский р-н, с. Малиновка, ул. Центральная, 22. Тел.: +380 (4641) 4-41-10; факс: 4-41-10.